# Roccamonfina
Roccamonfina é uma comuna italiana da região da Campania, província de Caserta, com cerca de 3.808 habitantes. Estende-se por uma área de 30 km², tendo uma densidade populacional de 127 hab/km². Faz fronteira com Caianello, Conca della Campania, Galluccio, Marzano Appio, Sessa Aurunca, Teano.

## Demografia
| Variação demográfica do município entre 1861 e 2011                               |
|                                                                                   |
| Fonte: Istituto Nazionale di Statistica (ISTAT) - Elaboração gráfica da Wikipedia |